# Tubificoides uncinatus
Tubificoides uncinatus är en ringmaskart som beskrevs av Helgason och Erséus 1987. Tubificoides uncinatus ingår i släktet Tubificoides och familjen glattmaskar. Inga underarter finns listade i Catalogue of Life.